# La Rambla (stacja metra)
La Rambla – stacja metra w Madrycie, na linii 7. Znajduje się w Coslada i zlokalizowana jest pomiędzy stacjami Coslada Central i San Fernando. Została otwarta 5 maja 2007.